# Мавританский конституционный референдум (1958)
Конституционный референдум в Мавритании проходил 28 сентября 1958 года в рамках всеобщего Французского конституционного референдума. По новой Конституции Франции страна, проголосовавшая за неё входила во Французское сообщество как внутренняя автономия, либо же становилась независимой, если отвергала Конституцию. Конституция была одобрена населением Мавритании подавляющим большинством голосов в 94 % при явке 84 %.